# Eccritosia zamon
Eccritosia zamon là một loài ruồi trong họ Asilidae. Eccritosia zamon được Townsend miêu tả năm 1895.